# Lagotis minor
Lagotis minor là một loài thực vật có hoa trong họ Mã đề. Loài này được (Willd.) Standl. mô tả khoa học đầu tiên năm 1931.